# 反応中間体
反応中間体（はんのうちゅうかんたい、英: reaction intermediate）、略して中間体とは、化学反応の過程で、反応物（あるいは前段階の中間体）から反応によって生成し、またさらに反応して最終生成物を与える分子実体のことである。
ほとんどの化学反応は複数の素反応からなる多段階反応であり、（最終生成物が生成する最後の段階を除いた）それぞれの素反応の生成物が反応中間体である。
例えば、次のような架空の反応を考えてみる。
{\displaystyle A+B\to C+D}
そして、この反応が次のような素反応からなっていたとする。
{\displaystyle A+B\to X*}
{\displaystyle X*\to C+D}
このとき、X*が反応中間体である。

## 定義
IUPACのゴールドブックでは、反応中間体（reaction intermediate）を、「分子振動より寿命が長く、反応物によって（直接・間接を問わず）化学反応で生成して、またさらに反応して（直接・間接を問わず）最終生成物を与える分子実体（原子・イオン・分子…）」と定義している。
この定義より、反応中間体は寿命が分子振動程度の遷移状態とは区別され、また、温度から得られるエネルギーであるRT（気体定数×絶対温度）より深いポテンシャルの極小を持つこともわかる。

## 性質
反応中間体はたいてい寿命が短く、そのため反応混合物中での濃度も高くない。反応速度論的な議論ではいつものことであるが、反応の遅速や寿命の長短は相対的なもので、ほかの反応速度と比較してそう呼ばれるに過ぎない。ある反応機構のもとでは短寿命とされる化学種が別な反応では安定なものとして扱えたり、それどころか検出や同定、単離して別な反応の原料として使えるほど安定なこともある。
中間体はたいてい、フリーラジカルあるいは不安定なイオンである。燃焼反応では、OOHやOHといった酸素のラジカルが中間体として存在するが、これらは極めて反応性に富むため、高温にして減った分の中間体が生成され続けるようにしないと、反応が続かず火は消えてしまう。
中間体を生成する反応に必要な条件が続かなければ、中間体がさらに反応して行ってしまうため、反応系中からはなくなっていく。例えば、ジオールのエステル化反応を例にとると、まずはモノエステルが生成し、これを単離することもできる。ただ、同じ条件で放置していれば、モノエステルからジエステルが生成していく。ジエステルを生成するという観点から見れば、モノエステルは「中間体」とも言えるが、このモノエステルの寿命はエステル化反応の中間体と比べればはるかに長い。

## 共通する特徴
- 中間体はたいてい短寿命であり、単離される例は稀である。
- 寿命が短いため、最終生成物の中に残ることもない。
- 反応基質や生成物と比べて低い濃度。
- カルバニオン以外はオクテット則に従っていない。
- たいてい、化合物の分解で生じる。
- 分光分析で存在を確認できる場合が多い。
- 共役や共鳴で安定化されている場合が多い。
- 遷移状態との区別が難しいことがある。
- ケミカルトラップで存在を確認できる。

## 有機反応における主な中間体
- カルボカチオン、あるいはオキソニウムイオンのようにそれを安定化した等価体
- カルバニオン、あるいはエノラートのような等価体
- フリーラジカル
- カルベン

## その他の中間体
- エステル化の四面体型中間体のように、プロトン化/脱プロトン化した化合物
- ベンザイン
- カルベノイド
- カルビン
- ニトレン・ニトレニウムイオン
- キノンメチド